# Gandaulim (Ilhas)
Gandaulim é uma aldeia que na atualidade tem cerca de 300 habitantes situada na margem ocidental do Canal de Cumbarjua, no interior de Tiswadi (Ilhas), no estado de Goa, Índia. Alguns autores croatas afirmam que o local foi um posto avançado comercial de uma feitoria da República de Ragusa na Índia.

## Descrição
Em 2016, foi construída uma ponte na periferia da aldeia, sobre o canal. Esta ponte liga agora as Ilhas de Goa a Cumbarjua.

## História
Gandaulim pode ter sido um entreposto comercial de especiarias da República de Ragusa no início do período moderno.
Nos anais de 1605, Jakov Lukarević registou que os comerciantes ragusanos investiram na decoração de uma igreja local. O escritor goês Francisco Xavier Gomes Catão documentou que a cidade tinha uma população de 12 000 habitantes, onde as senhoras ricas eram transportadas para as igrejas por escravos em alcofas. Catão também observou que a igreja foi modelada a partir de uma homónima Igreja de São Brás de Dubrovnik. Estas afirmações foram desde então adoptadas na memória popular dos habitantes de Gandaulim, e os ragusanos são agora creditados pela própria construção da igreja; no entanto, a exatidão factual deste facto permanece contestada.
Alguns historiadores utilizaram estes argumentos para fazer suposições sobre a existência de uma colónia ragusana. O historiador económico sérvio Nicholas Mirkovich lamentou, em 1943, a falta de fontes ragusanas contemporâneas para elaborar uma história das suas explorações na Índia.
O interesse pela ligação entre Ragusa e a Índia foi reavivado em 1999, quando o indólogo croata Zdravka Matišić descobriu por acaso, enquanto estudava textos sânscritos na Índia, uma referência a laços entre Ragusa e Goa. Nesse mesmo ano, o autor croata Karmen Bašić observou que, embora nada de definitivo pudesse ser dito sobre a chegada e partida de Ragusa de Goa, havia um conjunto substancial de provas e fontes que atestavam a presença de Ragusa e o seu papel no comércio global de especiarias, embora a noção de uma colónia ligada à igreja de São Brás em Gandaulim permanecesse um pouco misteriosa.

## Galeria
Gandaulim era o local de uma fortaleza histórica, que foi demolida no início do século XXI para um projeto de expansão da estrada.

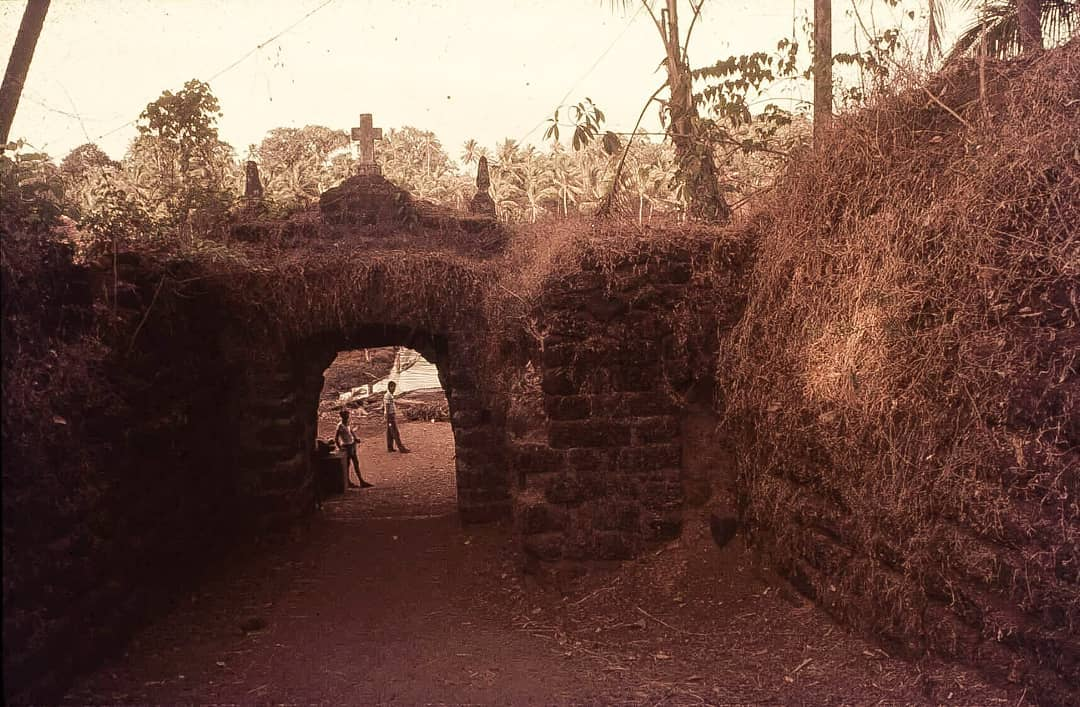
Portão de entrada do Forte de Gandaulim
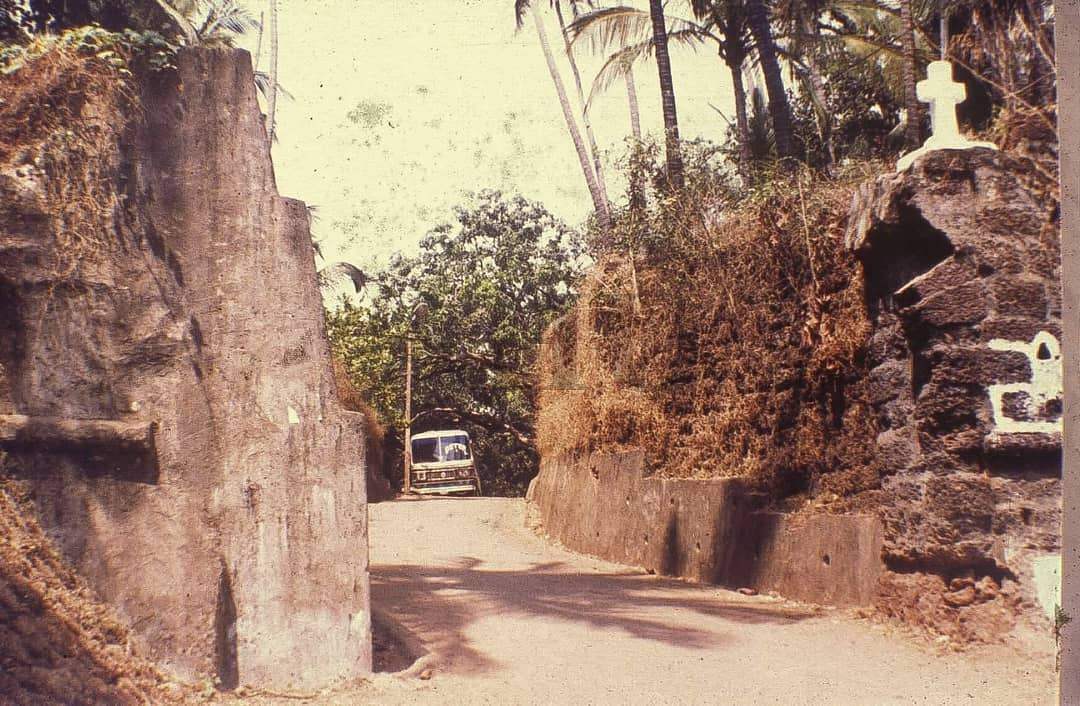
Portão de entrada do Forte de Gandaulim após a demolição
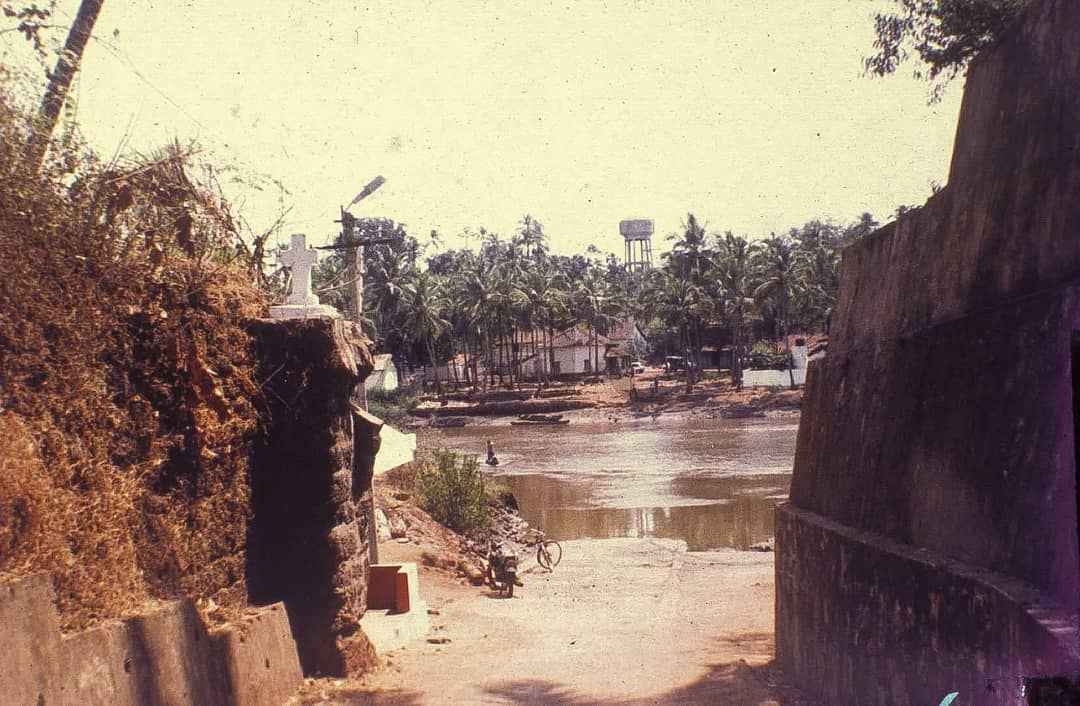
Portão de entrada do Forte de Gandaulim após a demolição